# إيلاريو ألوي
إيلاريو ألوي (بالإيطالية: Ilario Aloe)‏ هو لاعب كرة قدم إيطالي في مركز الوسط، ولد في 10 يوليو 1986 في فاريزي في إيطاليا. لعب مع إنتر ميلان ونادي أسكولي ونادي برو باتاريا ونادي رافينا ونادي فاريسي.